# Ronde van Lombardije 1991
De Ronde van Lombardije 1991 was de 85e editie van deze eendaagse Italiaanse wielerwedstrijd die werd verreden op zaterdag 19 oktober 1991. Het parcours leidde van Monza naar Monza en ging over een afstand van 243 kilometer. 
De Ier Sean Kelly ontsnapte met Martial Gayant op ruim 20 kilometer van de finish. De 35-jarige Kelly versloeg zijn Franse medevluchter in de sprint en won deze herfstklassieker voor de derde keer.
Deze wedstrijd was de elfde manche van de wereldbeker .

## Uitslag
| Ronde van Lombardije 1991 |                    |                           |          |
| Plaats                    | Naam               | Ploeg                     | Tijd     |
| Winnaar                   | Sean Kelly         | PDM                       | 6u10'38" |
| 2                         | Martial Gayant     | Toshiba                   | z.t.     |
| 3                         | Franco Ballerini   | Del Tongo-Colnago         | + 0'35"  |
| 4                         | Bruno Cornillet    | Z                         | z.t.     |
| 5                         | Rolf Sörensen      | Ariostea                  | + 2'09"  |
| 6                         | Alberto Volpi      | Chateau d'Ax–Gatorade     | z.t.     |
| 7                         | Dante Rezze        | RMO                       | z.t.     |
| 8                         | Laurent Jalabert   | Toshiba                   | + 2'19"  |
| 9                         | Sammie Moreels     | Lotto                     | + z.t.   |
| 10                        | Marco Vitali       | Jolly Componibili–Club 88 | + z.t.   |
|                           |                    |                           |          |
| 11                        | Adrie van der Poel | Tulip Computers           | + 2'19"  |

1905 · 1906 · 1907 · 1908 · 1909 · 1910 · 1911 · 1912 · 1913 · 1914 · 1915 · 1916 · 1917 · 1918 · 1919 · 1920 · 1921 · 1922 · 1923 · 1924 · 1925 · 1926 · 1927 · 1928 · 1929 · 1930 · 1931 · 1932 · 1933 · 1934 · 1935 · 1936 · 1937 · 1938 · 1939 · 1940 · 1941 · 1942 · 1943 · 1944 · 1945 · 1946 · 1947 · 1948 · 1949 · 1950 · 1951 · 1952 · 1953 · 1954 · 1955 · 1956 · 1957 · 1958 · 1959 · 1960 · 1961 · 1962 · 1963 · 1964 · 1965 · 1966 · 1967 · 1968 · 1969 · 1970 · 1971 · 1972 · 1973 · 1974 · 1975 · 1976 · 1977 · 1978 · 1979 · 1980 · 1981 · 1982 · 1983 · 1984 · 1985 · 1986 · 1987 · 1988 · 1989 · 1990 · 1991 · 1992 · 1993 · 1994 · 1995 · 1996 · 1997 · 1998 · 1999 · 2000 · 2001 · 2002 · 2003 · 2004 · 2005 · 2006 · 2007 · 2008 · 2009 · 2010 · 2011 · 2012 · 2013 · 2014 · 2015 · 2016 · 2017 · 2018 · 2019 · 2020 · 2021 · 2022 · 2023 · 2024 · 2025